# マルティン・ラモス
マルティン・ラモス（Martín Ramos、1991年8月26日 - ）はアルゼンチンの男子バレーボール選手。ポジションはミドルブロッカー。アルゼンチン代表。

## 来歴
- クラブチーム

ブエノスアイレス出身。2010年にRivadavia Voley Villa Maríaへ入団し、バレーボール選手としてのキャリアをスタートさせる。2011年、UPCN Voley Clubへ移籍し9年間在籍した。2011/12～2015/16シーズンにかけてのアルゼンチンリーグで5連覇および2017/18シーズンのリーグ優勝に貢献した。2015/16、2017/18、2018/19シーズンにはリーグでベストミドルブロッカー賞を受賞した。2020年、フランスリーグのNarbonne Volleyへ移籍し、2年間プレーした。2022/23シーズンはスペインリーグのClub Voleibol Guaguasでプレーする。
- 代表チーム

2009年、アンダーカテゴリーの代表としてU-19世界選手権に出場し銅メダルを獲得した。2010年、シニアのアルゼンチン代表に初選出され、同年のパンアメリカンカップでデビューし銀メダルを獲得した。2014年、世界選手権に出場した。2015年のワールドカップ、2016年のリオデジャネイロ五輪に出場し5位となった。2019年のワールドカップで主将を務め5位となった。2021年開催の東京2020オリンピックでは銅メダルを獲得した

## 球歴
- オリンピック - 2016年、2021年
- 世界選手権 - 2014年、2018年、2022年
- ワールドカップ - 2015年、2019年
- ネーションズリーグ - 2018年、2019年、2021年、2022年
- ワールドリーグ - 2013年、2014年、2015年、2016年、2017年

## 受賞歴
- 2016年　2015/16アルゼンチンLiga A1 ベストミドルブロッカー賞
- 2017年　パンアメリカンカップ　ベストミドルブロッカー賞
- 2018年　2017/18アルゼンチンLiga A1 ベストミドルブロッカー賞
- 2019年　2018/19アルゼンチンLiga A1 ベストミドルブロッカー賞
- 2021年　南米選手権 ベストミドルブロッカー賞
- 2022年　2021/22チャレンジャーカップ　ベストブロッカー賞

## 所属クラブ
- Rivadavia Voley Villa María（2010-2011年）
- UPCN Voley Club（2011-2020年）
- Narbonne Volley（2020-2021年）
- Club Voleibol Guaguas（2022-）